# کالپموتس
کالپموتس (به لاتین: Klapmuts) یک شهرک در آفریقای جنوبی است که در منطقهٔ استلنبوش واقع شده‌است.